# 4-й альпийский парашютно-десантный полк

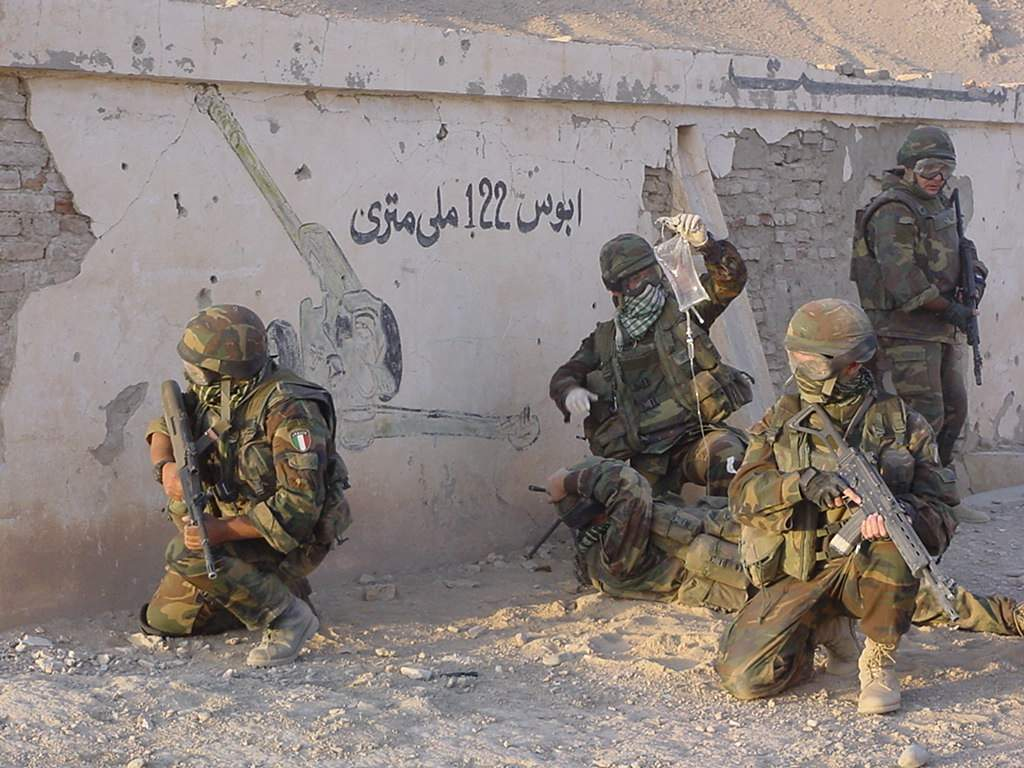
Солдаты 4-го альпийского полка в составе сил ISAF в Афганистане

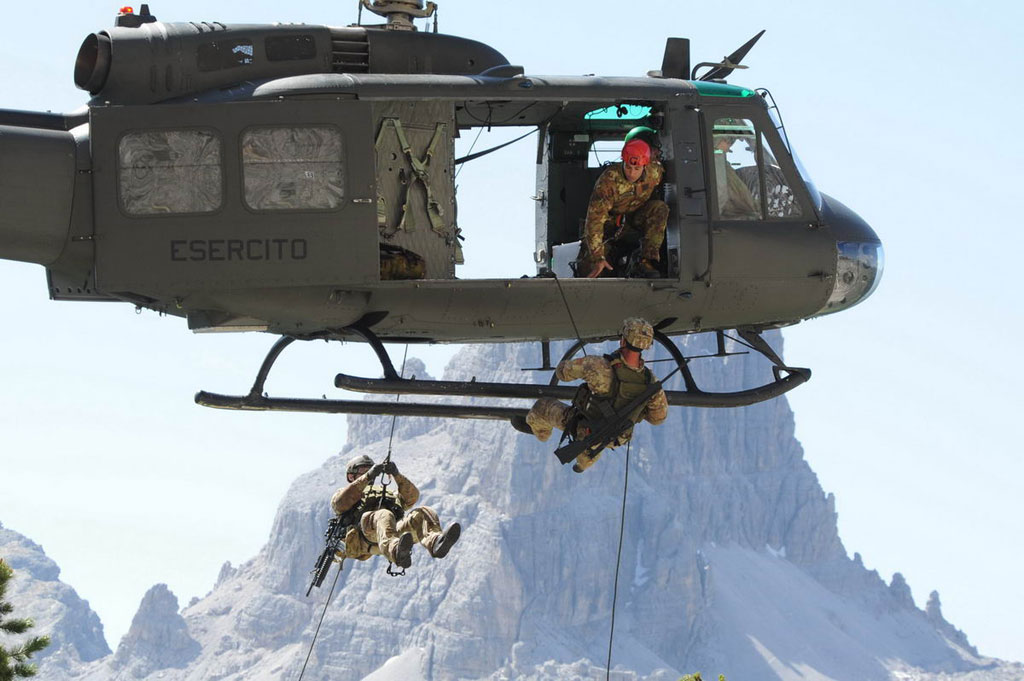
Солдаты 4-го альпийского полка спускаются на тросах из вертолёта AB205 в ходе учений 2011 года Falzarego

4-й альпийский парашютно-десантный полк (итал. 4° Reggimento Alpini Paracadutisti) — пехотный полк рейнджерского типа в составе итальянской армии, специализируется на войне в горах. Входит в корпус альпини. Отличился в ходе обеих мировых войн. В настоящее время 4-й альпийский полк — часть специального назначения, которая выполняет роль парашютного десанта. Из всех подразделений итальянской армии 4-й альпийский полк удостоен самого большего числа наград.

## История

### Формирование
4-й альпийский полк был сформирован 1 ноября 1882 года. Состоял из трёх батальонов: Val Pellice, Val Chisone и Val Brenta, получивших название в честь долин где набирались солдаты этих батальонов. В 1886 батальоны получили новые названия в соответствии с местонахождением своих основных баз: Pinerolo, Aosta и Ivrea. В 1888 Пинероло был подчинён 3-му альпийскому полку. Взамен из состава 3-го полка 4-му был передан батальон Susa 2°. В 1908 батальон Susa 2° вернулся в состав 3-го полка. Вместо него в городе Интра был создан батальон Pallanza на основе рот из других батальонов полка. В 1909 батальон Pallanza был переименован в батальон Интра. Таким образом в 1910 структура полка выглядела следующим образом:
- Батальон «Ивреа»: 38-я, 39-я и 40-я альпийские роты
- Батальон «Аоста»: 41-я, 42-я и 43-я альпийские роты
- Батальон «Интра»: 7-я (бывшая рота Аоста), 24-я (бывшая рота Пинероло), 37-я (бывшая рота Ивреа) альпийские роты

### Первая мировая война
Во время первой мировой войны полк состоял из десяти рот и участвовал в тяжёлых боях в Альпах против австрийских кайзерегерей и германского альпийского корпуса. Полк состоял из следующих батальонов (батальоны, набранные до войны, выделены курсивом; за ними перечислены резервные батальоны первой и второй линии):
- Батальон «Ивреа»: Val d'Orco, Monte Levanna, Pallanza
- Батальон «Аоста»: Val Baltea, Monte Cervino
- Батальон «Интра»: Val Toce, Monte Rosa

Батальон «Аоста» отличился в ходя тяжёлого сражения при Монте-Водиче в 1917 и в 1918 при Монте-Солароло. Во время войны в рядах полка служила 31 тыс. человек. В боях погибли 189 офицеров и 4.704 солдата, получили ранения 455 офицеров и 10.923 солдата.

### Межвоенный период
10 сентября 1935 была сформирована 1-я альпийская дивизия «Тауринензе». В неё вошли 3-й, 4-й альпийские полки и 1-й горный артиллерийский полк. Дивизия участвовала в завоевании Абиссинии в 1936 году.

### Вторая мировая война
В 1940 полк в составе дивизии «Тауринензе» принимал участие в нападении Италии на Грецию. После германского вторжения в Югославию дивизия несла гарнизонную службу в Черногории, где 4-й полк был расформирован после подписания Италией перемирия с союзниками 8 сентября 1943. Большая часть солдат полка присоединилась к итальянской партизанской бригаде «Гарибальди», действовавшей в центральной части Югославии.
Обновлённый 4-й полк участвовал в освобождении Италии в составе партизанского пьемонтского горнострелкового корпуса.

### Холодная война
В 1952 4-й альпийский полк был переформирован: в его состав вошли батальоны Аоста, Салуццо и Суза. В 1953 был образован четвёртый батальон: «Мондови». 4-й альпийский полк стал основой вновь образованной  альпийской бригады «Тауринензе». В 1962 батальон «Мондови» был переброшен в регион Фриули-Венеция-Джулия на усиление альпийской бригады «Джулия». В 1963 батальон Аоста был переведён в альпийский центр формирования и подготовки в городе Аоста. Через четыре года батальон был передан обратно 4-му полку. Когда в 1975 Италия упразднила полковой уровень командования, оставшиеся батальоны были переданы под прямое управление командования бригады «Тауринензе», за исключением батальона «Аоста», превратившегося в учебную часть подготовки к войне в высокогорье под постоянным подчинением альпийского центра формирования и подготовки. Батальон Аоста получил знамя расформированного 4-го альпийского полка и стал продолжателем его традиций.
- 4-й альпийский полк (штаб в Турине)
  -  Альпийский батальон «Мондови»[англ.] (организован в 1953, передан в альпийскую бригаду Джулия)
  -  Альпийский батальон «Аоста»[англ.] (под командованием альпийского центра формирования и подготовки в 1963–1967).
  -  Альпийский батальон «Салуццо»[англ.]
  -  Альпийский батальон «Суза»[англ.]

## Сегодня
25 сентября 2004 в городе Больцано 4-й альпийский полк был преобразован в 4-й альпийский парашютный полк. Уже существующий альпийский батальон «Монте-Червино» был передан под командование сформированного полка. Сегодня 4-й полк – один из трёх полков специальных сил итальянской армии. В недавнее время альпийский полк нёс службу в Ираке, одна рота постоянно находится в Афганистане. В конце 2010 полк был переброшен на свою новую базу в Вероне.
Структура полка на 2022 год:
- 4-й альпийский парашютно-десантный полк (штаб в Монторио-Веронезе[англ.][2]
  -  Полковое командование
    -  Отдел личного состава
    -  Отдел операций, обучения и информации
    -  Отдел транспорта и управления
    -  Рота командования и снабжения «Аквиле»

  -  Альпийский батальон «Монте-Червино»[англ.] (известен под прозвищем «Белые дьяволы»)
    -  1-я альпийская парашютная рота
    -  2-я альпийская парашютная рота
    -  3-я альпийская парашютная рота
    -  80-я маневренная рота поддержки

  -  Батальон оперативной поддержки «Интра»[2]
    -  Рота оперативной поддержки
    -  Учебная рота

## Награды
4-й альпийский полк получил самое большее число наград среди всех частей итальянской армии.
- Два Рыцарских креста Савойского военного ордена Италии за службу в Первой мировой войне[3].
- Две золотых медали «За воинскую доблесть» (итал. Medaglia al Valore Militare):
  - Одна за захват горы Монте-Солароло 25—27 октября 1918;
  - Одна за Кампанию в СССР в 1942—1943.
- Девять серебряных медалей «За воинскую доблесть» (итал. Medaglia d'Argento al Valore Militare).
  - Одна за захват седловины между горами Монте-Неро и Монте-Россо 19—21 июля 1915;
  - Одна за захват и оборону австрийских позиций у Alpe di Cosmagnon, 10 сентября и 9—12 октября 1916;
  - Одна за захват Монте-Водиче 18—21 мая 1917;
  - Одна за службу в ходе сражений за Монте-Водиче 26—30 мая 1917, Монте-Мелете 17—26 ноября 1917 и Монте-Фиор 4 декабря 1917;
  - Одна за действия при Монте-Солароло 24—28 октября 1918;
  - Одна за оборону Mecan Pass второй итало-абиссинской войны 31 марта 1936;
  - Одна за службу в ходе итало-греческой войны, 10 января — 23 апреля 1941;
  - Одна за отказ сдаться немецким войскам после подписания перемирия между Италией и союзниками в сентябре 1943 и последующей службе в составе НОАЮ в Черногории, сентябрь—ноябрь 1943;
  - Одна за службу в составе союзнической армии во время Итальянской кампании, 18 марта 1944 по 8 мая 1945.
- Одна бронзовая медаль «За воинскую доблесть» (итал. Medaglia di bronzo al Valore Militare) за оборонительные действия в ходе итало-греческой войны, 24-26 января 1941.
- Одна серебряная медаль «За гражданскую доблесть» за службу во время Пьемонтского наводнения в 1957.
- Одна серебряная медаль «За заслуги» за действия во время Мессинского землетрясения в 1908.

## В культуре
В 1986 вышел германо-итальянский телесериал Мино о батальоне Аоста во время первой мировой войны.